# Ближняя Сурена
Ближняя Сурена — река в России, протекает по Тамбовской области, один из истоков реки Сурена.
Исток находится на землях совхоза «Суренский» Никифоровского района. Устье находится в 8 км по правому берегу реки Сурена. Длина реки составляет 49 км, площадь водосборного бассейна — 228 км².

## Данные водного реестра
По данным государственного водного реестра России относится к Донскому бассейновому округу, речной подбассейн реки — бассейны притоков Дона до впадения Хопра. Речной бассейн реки — Дон (российская часть бассейна). а реке сооружено водохранилище в совхозе «Суренский».
Код объекта в государственном водном реестре — 05010100512107000002436.